# 1883 en chimie
Cet article présente les faits marquants de l'année 1883 en chimie.

## Évènements
- 15 mars : l'ingénieur britannique Osborne Reynolds introduit le nombre de Reynolds, un nombre sans dimension d'un écoulement visqueux dans un article intitulé An experimental investigation of the circumstances which determine whether the motion of water in parallel channels shall be direct or sinuous and of the law of resistance in parallel channels, publié dans les Philosophical Transactions of the Royal Society[1].
- 6 juin : dans son mémoire présenté à l'Académie des sciences de Suède intitulé Recherches sur la conductibilité galvanique des électrolytes[2], le chimiste suédois Svante Arrhenius développe la théorie des ions pour expliquer la conductivité dans les électrolytes[3],[4].
- 27 octobre : le chimiste britannique Carl Friedrich Claus (en) obtient un brevet à Paris pour un procédé pour extraire du soufre de l'hydrogène sulfuré[5] (brevets britanniques 3608 du 29 juillet et 5070 du 25 octobre[6]).

## Prix
- Médaille Davy : Marcellin Berthelot et Julius Thomsen pour leurs recherches en thermochimie[7],[8].

## Naissances
- 19 mars[9] : Walter Norman Haworth (mort en 1950), chimiste britannique.
- 9 août : Maurice de Keghel (mort en 1965), chimiste et industriel français.
- 26 août[10] : Enrique Moles (mort en 1953), pharmacologue, chimiste et physicien espagnol.
- 27 octobre[11] : Aleksandr Fersman (mort en 1945), géochimiste et minéralogiste soviétique.
- 25 décembre : Frances Wood (morte en 1919), chimiste et statisticienne anglaise.

## Décès
- 12 octobre[12] : John Lawrence Smith (né en 1818), chimiste américain.